# Geneviève Guitel
Geneviève Guitel foi uma matemática francesa. É lembrada principalmente pela introdução dos termos échelle longue e échelle courte ("escala longa" e "escala curta", respectivamente) para se referenciar aos dois principais sistemas de numeração usados em todo o mundo.
Foi indicada para lecionar matemática em 1920 e lecionou no Lycée Molière em Paris. Publicou artigos matemáticos no mínimo no período 1943–1979.
Suas publicações inclui Histoire comparée des numérations écrites, onde na p. 51–52 e no capítulo "Les grands nombres en numération parlée", p. 566–574 ela registrou o primeiro uso dos termos échelle longue e échelle courte.

## Publicações
- Histoire comparée des numérations écrites, Geneviève Guitel, Éd. Flammarion, Paris, 1975 ISBN 102082111040  and ISBN 139782082111041  (em francês)